# ...aber Jonny!
Pour plus de détails, voir Fiche technique et Distribution.
...aber Jonny! est un film allemand réalisé par Alfred Weidenmann, sorti en 1973.

## Synopsis
Le charme du beau Jonny est d'une redoutable efficacité sur les femmes. Il l'utilise pour créer sa société qui propose ses talents tarifés aux dames esseulées. Son affaire marche à merveille et il s'enrichit. Mais Jonny pourra-t-il assurer une prestation de services de qualité pendant longtemps ?

## Fiche technique
- Titre original : ...aber Jonny![1]
- Titre alternatif allemand (télévision) : Der Callboy
- Réalisation : Alfred Weidenmann
- Scénario : Henry Jaeger, Alfred Weidenmann
- Décors : Olaf Ivens
- Photographie : Ernst W. Kalinke
- Montage : Inge P. Drestler
- Musique : Klaus Doldinger
- Producteurs : Herbert Reinecker, Alfred Weidenmann
- Société de production : Studio-Film Bendestorf (Allemagne)
- Sociétés de distribution : Constantin Film (Allemagne), 20th Century Fox (étranger)
- Pays d’origine :  Allemagne de l'Ouest
- Langue originale : allemand
- Format : 35 mm — couleur — 1.66:1 — son monophonique
- Genre : comédie
- Durée : 96 minutes
- Dates de sortie :
  - Allemagne de l'Ouest : 2 mai 1973
- Classification FSK : à partir de 12 ans (visa d'exploitation no 45560 délivré le 29 mars 1973)
- Inédit dans les salles françaises

## Distribution
- Horst Buchholz : Jonny
- Hannelore Elsner : Monika Winkler
- Herbert Fleischmann : Frantzen
- Monika Lundi : Ursula
- Gisela Trowe : Madame Kirsch
- Maria Sebaldt : Madame Bertelsmann
- Tilly Lauenstein : Madame Rotter
- Inken Sommer : Madame Schulze
- Judy Winter : Madame Rösgen